# Gulzhan Isanova
Gulzhan Abdildabekovna Isanova (en kazajo: Гүлжан Абдилдабековна Исанова; Karagandá, 12 de septiembre de 1983) es una deportista kazaja que compite en judo. Ganó tres medallas de bronce en los Juegos Asiáticos entre los años 2006 y 2018, y ocho medallas en el Campeonato Asiático de Judo entre los años 2007 y 2017.

## Palmarés internacional
| Juegos Asiáticos    | Juegos Asiáticos     | Juegos Asiáticos  | Juegos Asiáticos |
| Año                 | Lugar                | Medalla           | Categoría        |
| ------------------- | -------------------- | ----------------- | ---------------- |
| 2006                | Doha (Catar)         | Medalla de bronce | Abierta          |
| 2010                | Cantón (China)       | Medalla de bronce | +78 kg           |
| 2018                | Yakarta (Indonesia)  | Medalla de bronce | +78 kg           |
| Campeonato Asiático |                      |                   |                  |
| Año                 | Lugar                | Medalla           | Categoría        |
| 2007                | Kuwait (Kuwait)      | Medalla de bronce | Abierta          |
| 2008                | Jeju (Corea del Sur) | Medalla de bronce | +78 kg           |
| 2009                | Taipéi (Taiwán)      | Medalla de oro    | +78 kg           |
| 2011                | Abu Dabi (EAU)       | Medalla de bronce | +78 kg           |
| 2012                | Taskent (Uzbekistán) | Medalla de plata  | +78 kg           |
| 2015                | Kuwait (Kuwait)      | Medalla de bronce | +78 kg           |
| 2016                | Taskent (Uzbekistán) | Medalla de plata  | +78 kg           |
| 2017                | Hong Kong (China)    | Medalla de bronce | +78 kg           |